# Kerry Beagle
Kerry Beagle är en hundras från Irland. Den är en drivande hund som jagar i koppel (pack) och är närmast den irländska motsvarigheten till Storbritanniens harrier. Kerrya Beagle används främst till jakt på hare. Trots namnet är Kerry Beagle ingen liten hund, mankhöjden är 56–66 cm. Den har heller inget släktskap med den brittiska beaglen. Färgen är mörkt rödgul med svart sadel. Rasen är nationellt erkänd av den irländska kennelklubben, Irish Kennel Club (IKC).